# Cavimalum
Cavimalum — рід грибів родини Clavicipitaceae. Назва вперше опублікована 1977 року.

## Класифікація
До роду Cavimalum відносять 2 види:
- Cavimalum borneense
- Cavimalum indicum